# Nguyễn Quyền
Nguyễn Quyền (1869–1941) là một chí sĩ yêu nước Việt Nam thời cận đại. Ông là một trong những sáng lập viên của phong trào Đông Kinh nghĩa thục.

## Tiểu sử
Nguyễn Quyền, hiệu là Đông Đường, sinh năm 1869, quê tại làng Thượng Trì (tục gọi là làng Đìa), Thượng Mão, phủ Thuận Thành, tỉnh Bắc Ninh. Do ông từng đỗ Tú tài khoa Tân Mão năm 1891, được bổ làm Huấn đạo tỉnh Lạng Sơn, nên người đương thời thường gọi ông là Huấn Quyền.
Năm 1907, ông từ quan rồi cùng với Lương Văn Can lập trường Đông Kinh nghĩa thục ở Hà Nội cổ động canh tân, học chữ Quốc ngữ. Lương Văn Can đứng tên làm hiệu trưởng trường còn ông làm Giám học của trường này. Sau 9 tháng trường đã bị đóng cửa.
Ngoài trường Đông Kinh, Nguyễn Quyền cũng là người đứng ra lập hãng Hồng Tân Hưng bán hàng công nghệ nội hoá với mục đích tự cường kinh tế và cạnh tranh với các hãng buôn ngoại quốc. Cái tên "Hồng Tân Hưng" là dịch ý "Hồng Lạc dấy lên" mà ông ấp ủ. Năm 1908 nhân xảy ra vụ Hà Thành đầu độc thực dân Pháp lấy cớ đó bắt đóng cửa trường Đông Kinh và ông bị bắt giam ở Hỏa Lò (Hà Nội), kết án khổ sai chung thân rồi đem đày ra Côn Đảo.
Năm 1910 sau hai năm, ông được tha về, nhưng bị "an trí" tại Bến Tre cùng với một số chí sĩ khác như Dương Bá Trạc, Võ Hoành...
Năm 1920 ông đến Rạch Giá, Sa Đéc rồi về sống tại Bến Tre với gia đình. Ông làm nghề bốc thuốc và mất năm 1941 tại Bến Tre hưởng thọ 72 tuổi.
Tên của ông được đặt cho một con đường tại phường Nguyễn Du, quận Hai Bà Trưng, thành phố Hà Nội, một phố tại phường Cao Xanh, thành phố Hạ Long, một con đường tại phường Đại Phúc, thành phố Bắc Ninh.